# NGC 6725
NGC 6725 (również PGC 62692) – galaktyka soczewkowata (S0), znajdująca się w gwiazdozbiorze Lunety. Odkrył ją John Herschel 8 lipca 1834 roku.